# Boronkay Lajos
Nezettei Boronkay Lajos (Barsfüss, 1810. április 21. – Tésa, 1863. november 20.) politikus, Kossuth kormánybiztosa.

## Élete
Az ősrégi nemesi származású nezettei Boronkay családnak a sarja. Édesanyja korai halála miatt nagyanyjánál nevelkedett Felsőterényben. Középiskoláit Selmecen és Léván végezte, majd jogot tanult.
1835-től a Selmeci járás alszolgabírája lett. Tevékeny részt vállalt a Honti Kaszinó munkájában, majd Hont vármegye második főjegyzője lett. Szabadelvű politikus volt, a honti ellenzéki párt tagja.
1848-ban Kossuth Lajos kormánybiztosa lett, s komoly munkát végzett a hadsereg élelmezése terén. Világos után sem emigrált. Elfogták és hosszú ideig raboskodott. Később házifogságra változtatták a büntetést, ezért Tésáról nem mozdulhatott ki.
1861-ben megválasztották az ipolysági választókerület országgyűlési képviselőjévé.
Házassága révén került a tésai kastélyba, de már ezt megelőzően is Hont megyében, Lontón lakott.